# Crawley
För andra betydelser, se Crawley (olika betydelser).
Crawley (engelskt uttal: [ˈkɹɔːli]
 ( lyssna)) är en stad i grevskapet West Sussex i sydöstra England. Staden är huvudort i distriktet med samma namn och ligger cirka 44 kilometer söder om centrala London samt cirka 32 kilometer norr om Brighton. Tätorten (built-up area) hade 120 549 invånare vid folkräkningen år 2021.
Strax norr om Crawley återfinns flygplatsen Gatwick som är Storbritanniens näst mest trafikerade flygplats. Motorvägen M23 förbinder Crawley med London, och fyrfältsvägarna A23 och A264 leder till Brighton respektive Horsham. I Crawley grundades rockbandet The Cure.
Crawley Town FC är stadens fotbollsklubb som spelar i den engelska fjärdedivisionen League Two.